# Krzywa hipereliptyczna
Krzywa hipereliptyczna – pojęcie z zakresu geometrii algebraicznej, będące uogólnieniem pojęcia krzywej eliptycznej. Według współczesnej definicji, przez krzywą hipereliptyczną genusu {\displaystyle g\geqslant 1} rozumiemy zbiór (nad dowolnym ciałem {\displaystyle K}) opisany następującym równaniem:
{\displaystyle v^{2}+h(u)v=f(u),}
gdzie {\displaystyle h} i {\displaystyle f} są pewnymi wielomianami nad ciałem {\displaystyle K,} zaś {\displaystyle u,} {\displaystyle v} zmiennymi o wartościach z domknięcia algebraicznego ciała {\displaystyle K} oraz spełnione są następujące warunki:
1. {\displaystyle h} jest wielomianem stopnia co najwyżej {\displaystyle g,}
2. {\displaystyle f} jest monicznym wielomianem stopnia {\displaystyle 2g+1,}
3. nie istnieją {\displaystyle u_{0},v_{0}\in K} spełniające jednocześnie powyższe równanie, równanie {\displaystyle 2v_{0}+h(u_{0})=0} oraz {\displaystyle h'(u_{0})v-f'(u_{0})=0,} gdzie {\displaystyle h',} {\displaystyle f'} to pochodne formalne w pierścieniu {\displaystyle K[x]} odpowiednio, wielomianów {\displaystyle h} i {\displaystyle f.}